# Marina Nani
Marina Nani, född cirka 1400, död 1473, var en dogaressa av Venedig, gift med Venedigs doge Francesco Foscari  (r. 1423-1457).
Hon var dotter till Bartolommeo Nani och gifte sig med Francesco Foscari 1415. Hennes kröning och intåg bevakades internationellt och hon eskorterades av markisena av Mantua och Ferrara. 
Foscari hade barn från sitt första äktenskap och även Nani fick flera barn, men endast en son, Giacamo, överlevde. Hans bröllop firades med Lucrezia Contarini 1441 var en stor högtidlighet. Giacamo levde dock mycket slösaktigt och anklagades 1445 för högförräderi och mutbrott. Han anses ha blivit oskyldigt anklagade, och Nani vädjade förgäves till hans favör. Giacamo återfördes, torterades, ställdes inför rätta och dömdes till exil till Kreta, där han avled strax därpå. Den sorg detta åsamkade Foscari gjorde att Pietro Loredani inför rådet förklarade att dogen var olämplig att regera av ålderdomssvaghet. Marina Nani vädjade till Loredani, men han ska då ha anklagat henne för högförräderi och äktenskapsbrott. 
Francesco Foscari avled kort efter sin avsättning 1457. Nani vägrade lämna ut kroppen för en statsbegravning, som rådet önskade eftersom omständigheterna kring hans avsättning var okända för allmänheten, där Foscari varit populär. Hon tvingades till slut gå med på saken, men vägrade delta i ceremonin.